# Elecciones generales de Liechtenstein de 1949
Las elecciones generales de Liechtenstein fueron realizadas el 6 de febrero de 1949. El Partido Cívico Progresista ganó ocho de los 15 escaños en el Landtag, pero permanecieron en una coalición conjunta con la Unión Patriótica.

## Resultados
| Partido                    | Votos | %    | Escaños | +/– |
| -------------------------- | ----- | ---- | ------- | --- |
| Partido Cívico Progresista | 1 555 | 52.9 | 8       | 0   |
| Unión Patriótica           | 1 383 | 47.1 | 7       | 0   |
| Votos en blanco/nulos      | 94    | –    | –       | –   |
| Total                      | 3 032 | 100  | 15      | 0   |
| Participación electoral    | 3 285 | 92.3 | –       | –   |
| Fuente: Nohlen & Stöver    |       |      |         |     |

## Otras elecciones
- Elecciones generales de Liechtenstein de 1949
- Elecciones generales de Liechtenstein de febrero de 1953
- Elecciones generales de Liechtenstein de 1989
- Elecciones generales de Liechtenstein de 2009